# Dados digitais

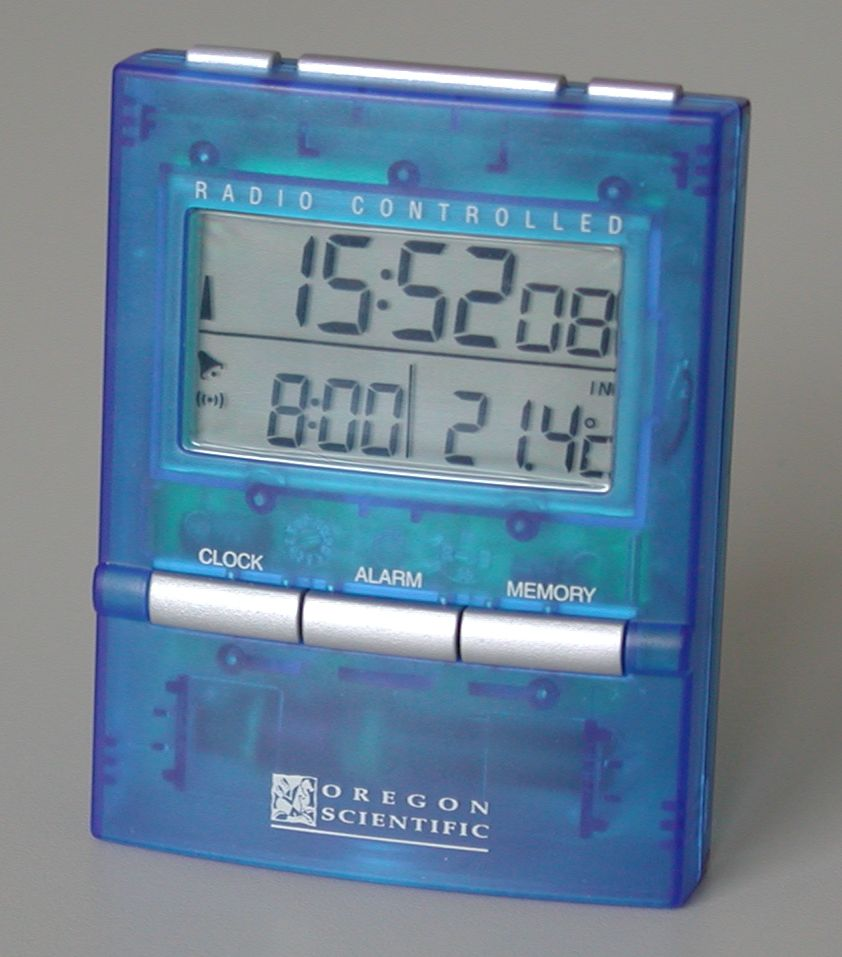
Relógio digital. O tempo mostrado pelos dígitos no rosto em qualquer instante é um dado digital. O tempo preciso real é um dado analógico

Dados digitais, na teoria da informação e nos sistemas de informação, são informações representadas como uma cadeia de símbolos discretos, cada um dos quais pode assumir um de apenas um número finito de valores de algum alfabeto, como letras ou dígitos. Um exemplo é um arquivo de texto, que consiste em uma sequência de caracteres alfanuméricos. A forma mais comum de dados digitais nos sistemas de informação modernos são os dados binários, que são representados por uma cadeia de dígitos binários (bits), cada um dos quais pode ter um de dois valores, 0 ou 1.
Normalmente o termo "dado digital" representa um “dado digital binário” (ou bit do inglês binary digit); uma informação codificada que assume apenas dois estados possíveis (numero finito de estados discretos).
Dados digitais podem ser contrastados com dados analógicos, que são representados por um valor de uma faixa contínua de números reais. Os dados analógicos são transmitidos por um sinal analógico, que não apenas assume valores contínuos, mas também pode variar continuamente com o tempo, uma função contínua de valor real do tempo. Um exemplo é a variação da pressão atmosférica em uma onda sonora.
A palavra digital vem da mesma fonte das palavras digit e digitus (latim para dedo), pois os dedos são frequentemente usados para contar. O matemático George Stibitz, da Bell Telephone Laboratories, usou a palavra digital em referência aos rápidos pulsos elétricos emitidos por um dispositivo projetado para mirar e disparar canhões antiaéreos em 1942. O termo é mais comumente usado em computação e eletrônica, especialmente onde informações do mundo real são convertidas em forma numérica binária como em áudio digital e fotografia digital.

## Estados
Os dados digitais encontram-se em três estados: em repouso, em trânsito e em uso. A confidencialidade, integridade e disponibilidade devem ser gerenciadas durante todo o ciclo de vida, desde o 'nascimento' até a destruição dos dados.